# 森永乳業presents 川村結花のヒーリング・ヴィーナス
森永乳業presents 川村結花のヒーリング・ヴィーナス（もりながにゅうぎょうプレゼンツ かわむらゆかのヒーリング・ヴィーナス）は、『夜空ノムコウ』の作曲者として知られるシンガーソングライター・川村結花がパーソナリティを務めていたTOKYO FMのラジオ番組。放送時間は、日曜日の18：00 - 18:55。原則として生放送であった。スポンサーは森永乳業。同社製品のプレゼントコーナーもあった。
川村の関西人らしいノリのいい、さばさばとした喋りと、生演奏が特徴。
なお、この番組は2002年10月から2004年9月の間、SUNDAY HEARTLANDという放送枠内の番組として放送されていた。
番組は2006年3月26日で終了。4月2日からは平原綾香がパーソナリティーを務める森永乳業presents 平原綾香のヒーリング・ヴィーナスがスタートした。
ちなみに、川村がパーソナリティーになる前には「渡瀬マキのヒーリング・ヴィーナス」「SAKURAのヒーリング・ヴィーナス」（日曜21：00 - 21:55、後に18：00 - 18:55）があり、川村は3代目にあたる。

## 主なコーナー
- オープニング - 川村が自分の近況を話した後、1曲放送時期に相応しい曲をピアノ生演奏で歌っていた。
- ゲストコーナー - 主にミュージシャンを呼んで話を聞くコーナー。「一夜限りのスペシャルセッション」と題して毎回川村とゲストが生演奏を繰り広げた。例外としては、お笑い芸人のヒロシが出演した時に、川村が「ガラスの部屋」（いつもヒロシのネタの時に流れているイタリアの歌）のピアノ生演奏をし、それをバックにヒロシがネタを披露したことがあった。
- Heart to Heart - 心理テストコーナー（監修：森冬生）

この他、毎月の最終日曜日はリスナーからのリクエスト特集が行われ、時々リスナーへ生電話をかけたりもしていた。また、一時期川村が生で道路交通情報を読み上げていた時期があったが、さすがにそれは酷だったのか、後に日本道路交通情報センターの担当者が読み上げる形態に変わった。